# Magna Carta Tears of Blood
Magna carta Tears of blood è un videogioco per PlayStation 2 distribuito in Italia da Halifax. Il gioco è un RPG di produzione nippo/coreana; uscito originariamente nel 2004 in Giappone e Corea del Sud, dove è stato pubblicato dalla Banpresto e dalla Softmax con il titolo di Magna Carta: Crimson Stigmata. Un anno dopo viene esposto anche al pubblico degli Stati Uniti, sotto la supervisione della Atlus, con il nome di Magna Carta: Tears of Blood. Infine nel 2006 è uscito in Europa con lo stesso titolo, ma pubblicato da 505 Games.
Il videogioco è duramente criticato da diverse fonti. Le critiche di maggior rilievo riguardano spesso il sonoro , l'eccessiva linearità del gioco e alcune caratteristiche della grafica . I maggiori pregi riscontrati si basano invece sul design dei personaggi e sul sistema di battaglia . I giocatori hanno comunque accolto positivamente questo titolo visto soprattutto come un ottimo diversivo dai soliti RPG a cui sono abituati.

## Trama
La storia è ambientata nel mondo immaginario di Efferia, devastato da una dolorosa guerra che si protrae ormai da decine di anni. Le fazioni schierate in campo sono gli umani e gli Yason; questi ultimi sono abitanti indigeni distinguibili dagli umani per le caratteristiche orecchie a punta, afflitti ormai da tempo da una misteriosa malattia chiamata Reuma che li tramuta progressivamente in piante. Unici immuni a questo morbo sono tra gli Yason i componenti dei Blast Worms (i vermi maledetti) chiamati i Quattro guerrieri, un'élite di combattenti.
Il protagonista della storia è Calintz, un abile spadaccino capitano del gruppo mercenario denominato Tears of Blood ("le Lacrime di Sangue"). All'inizio della storia Calintz viene inviato in missione con la sua squadra composta in un primo momento da Azel, Haren ed Eonis. Purtroppo non tutto va come previsto e l'attacco preparato per far fronte all'avanzata degli Yason viene rovinosamente arginato. Calintz per salvare la sua squadra precipita in un canyon; e viene soccorso da una ragazza di nome Reith dotata di fantastici poteri curativi, la quale purtroppo non ricorda più niente del suo passato. La storia comincia così a prendere una piega inaspettata perché Calintz si trova a prendere decisioni spesso complicate e il più delle volte non approvate dall'intero gruppo per proteggere i propri interessi e al contempo quelli di Reith. Il gruppo inizia così a cercare un filo di Arianna immaginario che potrà ricondurre alla memoria della bella guaritrice e al contempo sarà impegnato nella ricerca dell'unica arma magica in grado di annientare gli Yason e mettere fine alla guerra che devasta il mondo. La "Magna Carta" Sezione 'Chi e Carta'.

## Personaggi
I personaggi che si incontrano nella storia sono molti, distinguibili soprattutto per le caratteristiche che contraddistinguono umani e Yason. Il primo grande gruppo in cui si dividono è quello tipico di ogni videogioco; la differenziazione tra protagonisti ed antagonisti. Ognuno dei personaggi principali che si muove attraverso Efferia fa parte di una delle seguenti organizzazioni: Lacrime di Sangue, Alleanza, Sacerdoti di Amabat o seguaci Yason.

### Protagonisti
Il gruppo dei protagonisti è una squadra di mercenari nota come Lacrime di sangue di cui principalmente fanno parte:
Calintzha 21 anni ed è il capitano della squadra. Quando era piccolo il suo villaggio venne distrutto da un attacco a sorpresa degli Yason e per vendicare tutta la sua gente così barbaramente uccisa decise di unirsi all'Alleanza e diventare un membro delle Lacrime di sangue, venendo in seguito nominato capitano. Spesso sceglie da solo come muovere un attacco, contravvenendo agli ordini impartiti dai generali dell'alleanza; per questa sua impulsività e freddezza nelle azioni di guerra non è visto di buon occhio da molti pezzi grossi dell'organizzazione. È un amico d'infanzia del comandante Agreian Sezione 'Alleanza' e dal momento che lo conosce e si fida ciecamente di lui non contraddice mai nessuno dei suoi ordini. Agreian è l'unico componente dell'organizzazione, ad eccezione della sua squadra e di Lehas, per il quale Calintz sacrificherebbe anche la vita se necessario;
Azelha 18 anni e nonostante la sua giovane età è già il secondo in comando delle Lacrime di sangue. Abile spadaccino, ha appreso le sue tecniche direttamente da Calintz che stima ed adora come un fratello. Calintz lo ha salvato da un attacco degli Yason quando era più giovane, e da quel momento Azel prova un forte senso di gratitudine nei confronti del suo capitano che desidera servire e seguire in ogni situazione, anche nella più pericolosa. Azel è fiero di appartenere alle Lacrime di sangue e continuerà a farne parte fino alla fine della guerra e fino a quando il suo debito nei confronti del capitano non sarà definitivamente saldato. Per la sua età mostra di essere molto responsabile, è inoltre molto altruista e disponibile con il prossimo;
Harenè un mercenario che conta solo sulla propria forza bruta; è molto sicuro di sé ed è sempre pronto a combattere. Per lui la guerra ed i suoi pugni sono le uniche soluzioni praticabili per riportare la pace nel mondo di Efferia. Per gli Yason ha sempre avuto una repulsione che è diventata puro astio in seguito all'uccisione della sua fidanzata Felicia da parte di questi ultimi. Vendicare la morte della donna che amava è il motivo principale che lo spinge a combattere. Visto che Lehas era la migliore amica di Felicia ed è stata l'ultima a vederla, le rinfaccia sempre di non averla protetta quando il campo medico dove risiedeva Felicia fu attaccato e lei perse la vita per mano del gigantesco Cuore d'acciaio guidato della guerriera Roxy Sezione 'Antagonisti'. Si sente comunque personalmente responsabile per non essere riuscito ad arrivare in tempo per salvarla. È un tipo molto rude che non sopporta le alte cariche dell'Alleanza e non esprime mai le proprie emozioni; l'unico che rispetta è il suo capitano Calintz;
Eonis Milanha 22 anni ed è l'aristocratica maga del gruppo. È sempre stata dotata di un grande potere magico fin dalla tenera età e per questa sua dote fu scelta come maga delle Lacrime di sangue. In più situazioni si mostra la più calma e riflessiva dell'intero gruppo e sa sempre consigliare Calintz anche in circostanze complicate. Sa che dalle decisioni della squadra può dipendere uno sviluppo catastrofico o benevolo della guerra ed agisce perciò in maniera molto cauta e attenta. È originaria di Bayer, la terra dei maghi, dove molti dei suoi familiari e compaesani sono stati uccisi dagli Yason, ma Eonis non cerca vendetta sapendo che versare altro sangue non la ripagherebbe delle perdite subite; combatte invece affinché la guerra giunga ad una conclusione.
Durante la storia i protagonisti sono incaricati da Agreian Jei Owen, il generale dell'Alleanza, di molte missioni: alcune più semplici, altre più impegnative a seconda della situazione. Nel caso in cui si rendano necessari dei consigli riguardo al compito da svolgere, Calintz si può rivolgere a Lehas la segretaria dell'organizzazione, che non sapendo combattere si rende utile procurando alle Lacrime di sangue buone informazioni per il viaggio. Con il proseguire della storia si aggiungono al vostro gruppo nuovi membri, come la guaritrice Reith o altri elementi delle Lacrime di sangue quali Chris e Maya. Avanzando nella storia si fa l'inaspettata conoscenza di Justina, una sacerdotessa di Amabat e di Rihanna una scontrosa donna guerriera. Alla fine, si aggiunge al gruppo di mercenari anche un misterioso viaggiatore chiamato Raul. Ecco in dettaglio questi personaggi:
Reithha 23 anni ed è una guaritrice afflitta da una grave amnesia che le impedisce di ricordare il suo passato. Da quando assiste Calintz, ferito in seguito alla sua rovinosa caduta in un canyon, comincia a seguire le Lacrime di sangue nelle loro missioni. Odia la guerra e i combattimenti che genera; spesso il suo altruismo le si ritorce contro in quanto aiuta senza distinzioni sia umani che Yason. È una ragazza aperta e solare e lega con tutti i membri delle Lacrime di sangue tranne con lo scontroso Haren che non l'accetterà mai nel gruppo. Desidera seguire Calintz in ogni missione, anche nelle più pericolose, per recuperare il più velocemente possibile la propria memoria;
Chris Arcwayha 23 anni e lavora per le Lacrime di sangue come arciere ed inventore, anche se le sue creazioni spesso sono difettose o non funzionano proprio. Va fiero del suo lavoro nonostante gli altri membri del gruppo il più delle volte non si fidino del suo operato. Scherza sempre su ogni cosa, anche sulle più serie, e per questo risulta uno dei personaggi più simpatici del gioco. Appena può corre dietro alle donne sebbene queste non si mostrino quasi mai disponibili a parlare con uno sconosciuto. Sua madre è stata uccisa dagli Yason e suo fratello è morto in un incidente, anche lui era un inventore. Per questo ha deciso di coltivare la sua passione per la scienza soprattutto in sua memoria e in questo è stato sostenuto anche da suo padre, anch'esso inventore, con il quale però ogni tanto scoppia qualche litigio. Insieme hanno progettato un'aeronave non più in attività e sottoposta a varie modifiche: la "Ruggine". Con il proseguire del gioco questa sua abilità nel costruire aeronavi tornerà molto utile negli spostamenti. Si occupa come un padre di una ragazzina chiamata Maya, anche lei facente parte delle "Lacrime di Sangue", che tratta come una principessina;
Mayaè una piccola guaritrice di 16 anni. Quando aveva 10 anni la sua famiglia è stata sterminata dagli Yason ed in seguito a questo fatto per lo shock subito ha perso l'uso della parola. È stata scelta come membro delle Lacrime di sangue per la sua utilissima abilità magica di guaritrice con la quale assiste i feriti sul campo donando loro un po' di sollievo. Non crede molto nelle persone, ma da quando è entrata a far parte del gruppo dei mercenari ha iniziato a fidarsi dei suoi compagni d'avventura. Non riuscendo a parlare spesso non viene capita dagli altri membri della squadra, tranne Chris, con il quale ha un rapporto davvero speciale; riesce a sorridere solo per lui. È comunque disponibile e gentile anche con gli altri membri del gruppo, soprattutto con Azel che reputa molto simpatico e sempre aperto con tutti, e con Calintz, che stima come capitano e persona;
Justina Bornha 18 anni ed è una delle più dotate sacerdotesse di Amabat, nonché la più giovane dell'intero ordine. In qualità di sacerdotessa è incaricata di assistere e guarire i più deboli. Per le sue doti magiche e per i suoi ottimi consigli è il braccio destro della Grande sacerdotessa Ladrinne, che rispetta e serve come se fosse sua madre. Per queste sue elevate capacità di giudizio è spesso considerata più grande della sua effettiva età, ma non è capace di accettare gli scherzi né di legare molto con le persone o di capire i loro problemi. Viene incaricata da Ladrinne in persona di scortare Reith in varie città e luoghi che potrebbero aiutarla a riacquistare la memoria. Durante il viaggio si uniranno alla loro personale avventura anche Rihanna e Raul;
Rihannaha 25 anni ed è un'ex mercenaria. Ha un temperamento impulsivo e violento, ma sono rare le volte in cui perde totalmente la ragione. Nonostante le apparenze non è scontrosa come Haren, anzi ama prendersi cura del prossimo seguendo l'esempio di sua sorella maggiore. Quando incontra Reith e Justina racconta loro di aver cominciato a viaggiare per le terre di Efferia in cerca di suo marito, ma vedendo che Reith ha bisogno di aiuto nel recuperare la sua memoria decide di unirsi al duo di ragazze e continuare a puntare nel frattempo allo scopo del suo viaggio. Spesso litiga con Justina per le incongruenze dei loro caratteri, ma dopo poco fanno nuovamente pace. È un'alleata affidabile e potente che tornerà molto utile durante l'avventura;
Raulè un guerriero vagabondo del quale non si conosce molto, nemmeno l'età, anche se sembra aggirarsi sui trent'anni. Viene reclutato dal trio di ragazze in cambio della promessa di cibo ed acqua una volta giunti al quartier generale. L'uomo farebbe qualsiasi cosa per un buon pasto e per questo decide di seguirle. Si impegna molto nell'onorare la sua promessa e fa di tutto per proteggere Reith da eventuali attacchi degli Yason. È sempre ottimista e dà l'impressione di prendere spesso le cose alla leggera. Infatti molte volte scherza e non si capisce bene il senso di alcuni suoi discorsi. Per questo può apparire inaffidabile, ma dimostrerà in più occasioni di essere degno di fiducia.

### Antagonisti
Gli Yason sono i nemici giurati degli umani. Questa etnia combattente è però minacciata dal Reuma, un misterioso morbo che infetta le loro cellule riducendoli progressivamente a livello di vegetali. Il popolo è composto da Yason pacifici e da fazioni belligeranti. Queste ultime prendono il nome di Vermi maledetti. Questi soldati sono le pedine dell'impero di Yason Roven Sezione 'Yason Roven' e sono principalmente incaricati di escogitare agguati con l'intenzione di attirare le Lacrime di sangue in una trappola. Nel far ciò saranno sempre guidati da uno dei Quattro guerrieri, degli Yason molto più potenti degli altri, che si distinguono per la loro spiccata capacità combattiva e per le particolari cellule ibride che li impediscono di essere contagiati dal Reuma. Questa élite scelta prende ordini direttamente dalla regina AmilaSezione 'Blast Worms'. Il gruppo dei quattro guerrieri è composto da:
Orha Durenha 27 anni ed è il leader del gruppo. È il più forte dei guerrieri di Yason Roven ed il più fedele alla Regina Amila nonché suo braccio destro. Comanda un familio con le sembianze di un corvo. È un orfano di guerra ed ha imparato a combattere per necessità spinto dall'istinto di sopravvivenza. Dopo poco per le sue spiccate doti tattiche e di combattimento è entrato a far parte dell'élite scelta della regina e ne è diventato il capo salvandola da un attentato. I vermi maledetti lo stimano e sono fieri di cadere in battaglia per il loro popolo e per un capo così carismatico. È lo Yason che odia più in assoluto gli umani perché con la loro guerra stanno distruggendo i suoi simili. Orha non mostra mai le sue emozioni e nessuno sa che cosa gli passi per la testa; l'unica cosa certa è che non attenterebbe mai alla vita della regina e sarebbe il primo a morire per difenderla;
Roxy Midkaha 17 anni ed è la più agile del gruppo; possiede un familio simile ad un gigantesco leone che chiama Cuore d'acciaio. Non le piace parlare con gli altri membri del gruppo e preferisce muovere gli attacchi da sola uccidendo più umani possibile. Adora Orha ma non lo dà a vedere; in realtà vorrebbe dirgli molte cose, ma non riesce ad esprimere bene ciò che prova nei suoi confronti e questo rappresenta una grande barriera nei loro rapporti;
Carian Loraha 24 anni ed è la più spietata del gruppo; il suo familio è il Signore dei serpenti. È una Yason nobile e discende da una potente casata. È molto abile nel combattimento: le sue armi sono due ventagli con i quali scatena poderosi attacchi. Utilizza ogni possibile stratagemma per ottenere la vittoria e dimostra in più occasioni una grande astuzia e perspicacia sempre adatta alla situazione. Sa organizzare ottime offensive e lavora spesso con Azhadi. È un tipo capace di qualsiasi cosa per sterminare gli umani e si adatta ad ogni campo di combattimento senza problemi;
Azhadi Zorenha 27 anni ed è il membro in assoluto più irritabile del gruppo. Adora la violenza e per sterminare più umani possibile ricorre sempre alla forza fisica: in tale ambito infatti è il più potente dell'élite. Comanda il familio Succubus, una donna demone che utilizza in alcune occasioni nel combattimento. Lavora spesso insieme a Carian perché hanno gli stessi obiettivi: muovono spesso offensive isolate dagli ordini della regina per colpire in più punti le difese umane.

### Altri personaggi
Nel gioco compaiono anche altri personaggi legati a particolari situazioni:
Astalè un mercante che viaggia per il territorio di Efferia e spesso incrocia la strada delle Lacrime di sangue, trovandosi alle volte anche in territori di guerra. È avvolto dal mistero e non si sa molto sul suo conto. Si scoprirà poi essere il marito di Rianna;
Elaine Craneha l'aspetto di una bambina, ma in realtà è molto più anziana ed è una degli Otto Eroi della leggenda capaci di manovrare il Chi a loro piacimento. In particolare è la custode dell'elemento dell'acqua e sembra essere ormai l'ultima superstite degli Otto Eroi;
Serinauna ragazza che dice di conoscere Calintz da molto tempo, ma che lui non ricorda di aver mai incontrato. Anche questa figura è avvolta nel mistero e solo dopo molto tempo si scoprirà il suo ruolo in un gioco molto più grande di lei;
Sdeimercenario Yason furbo e spietato. È responsabile di molti attacchi ai villaggi e agli accampamenti umani dove ha sterminato moltissime persone, ma non è ancora stato catturato. È molto abile nel nascondersi tra gli umani senza destare sospetti.

## Ordini e organizzazioni

### Lacrime di sangue
Sono un'organizzazione di mercenari altamente specializzati, guidata dal capitano Calintz. Ognuno di loro ha subito una grave perdita durante la guerra e sono perciò determinati ad annientare gli Yason. Rispondono agli ordini dell'Alleanza presieduta da Agreian Jei Owen. I componenti delle Lacrime di sangue sono tutti abili combattenti pronti a servire la loro causa fino alla morte e per questo prendono parte alle missioni più pericolose dell'intero conflitto.

### Alleanza
Questa è composta dalle grandi armate di Maracatte, Garute e Bayer, unificate dopo molti dissapori per riuscire a porre definitivamente fine alla guerra. L'equilibrio è comunque precario e molto spesso gli ufficiali al comando tendono ad anteporre i propri interessi al benessere delle varie nazioni. Inoltre ci sono diversi conflitti tra i maghi e i soldati. Questi ultimi infatti considerano i maghi troppo deboli per sostenere la guerra e soprattutto non apprezzano il fatto che Bayer (luogo di nascita dei maghi), essendo quasi totalmente inaccessibile agli Yason, sia il luogo ad aver subito meno perdite in generale. Il quartier generale dell'alleanza si trova in una posizione strategica dalla quale è possibile raggiungere diverse capitali. Le figure di maggiore spicco all'interno dell'organizzazione sono:
Agreian Jei Owenha 26 anni ed occupa la posizione più alta nella scala del comando dell'Alleanza. È lui che assegna le missioni alle Lacrime di sangue ed è anche il figlio della sacerdotessa Ladrinne. È un grande comandante dal cuore gentile e grazie a questa sua particolare dote è riuscito a guadagnarsi il rispetto del popolo e di tutti i suoi soldati. Lui e Calintz si conoscono dall'infanzia ed hanno un rapporto molto speciale. Ogni volta che Calintz ed il suo gruppo sono incaricati di una missione Agreian compie qualsiasi azione rientri nei propri poteri per aiutarli in ogni possibile situazione;
Lehasha 22 anni ed è la responsabile delle operazioni delle Lacrime di sangue. Considera sempre i bisogni e le necessità di ogni membro del gruppo e cerca di farli trovare a loro agio una volta sul campo. È una grande lavoratrice ed una donna responsabile che desidera ottenere la perfezione nel suo lavoro, per non lasciare niente al caso ed evitare l'insorgere di eventuali problemi. È molto riservata e per lei non è semplice sostenere una conversazione o esprimere i suoi sentimenti; per questo viene considerata in malo modo da alcuni soldati dell'alleanza che pensano che sia una donna fredda e distante. È molto legata a Calintz e si scusa continuamente con lui per non essere utile sul campo di battaglia; anche per questo si impegna al massimo delle sue potenzialità per coprire questa sua lacuna.

### Amabat
È un ordine religioso che provvede al supporto spirituale e mentale degli umani. All'interno dell'associazione si trovano un gran numero di sacerdotesse e monaci guerrieri. La grande sacerdotessa Ladrinne è la colonna portante di Efferia e funge da conforto per tutti i soldati impegnati nella battaglia. Ha un grande potere spirituale e una vasta influenza sul popolo. Spesso i suoi interventi sono motivo di gioia collettiva.
Ladrinne Milire Owenla grande sacerdotessa è la figura più importante di tutta Amabat e desidera proteggere tutti gli abitanti di Efferia. Pur sapendo di essere uno dei cardini della guerra non esita a mettersi in gioco per il bene dei suoi cittadini. Essendo la maggiore delle sacerdotesse viene spesso convocata per assistere i malati o i reduci di guerra e lenire le loro ferite ove possibile. Desidera fortemente la pace per non vedere più soffrire nessuno. È sempre in ansia per suo figlio Agreian per il quale vorrebbe la totale sicurezza e la sua salvaguardia dalla guerra e da tutti i dolori che si nascondono sul campo, anche se sa che non sarà mai possibile essendo suo figlio il generale dell'Alleanza.

### Blast worms
Gli Yason sono dotati di un particolare potere denominato Vindi che permette loro di utilizzare il Chi, il potere degli elementi. I Vermi maledetti invece riescono ad assorbire il Chi direttamente dalla natura senza utilizzare alcun tipo di Vindi. Grazie a questo riescono ad essere molto più potenti dei normali Yason e di gran lunga superiori agli umani in fatto di abilità psicomentali. Questa grande forza è incrementata ai massimi livelli dai Quattro guerrieri e ciò permette loro di invocare ognuno il proprio familio anche senza l'ausilio di uno speciale Vindi. La figura più importante tra gli Yason è la Regina Amila:
Amilaè la regina delle sette tribù Yason. Distaccata e poco socievole, è conosciuta come la "Regina di ghiaccio"; porta il volto nascosto dietro una maschera e per questo non si riesce bene ad interpretare i suoi spesso enigmatici pensieri. Si fida ciecamente dei suoi Quattro Guerrieri e soprattutto di Orha che svolge spesso la funzione di portavoce delle missioni svolte. Ama gli Yason come una madre e per questo non può sopportare la visione del "Reuma" che li sta lentamente decimando. I Quattro Guerrieri sono inoltre gli unici a conoscenza del fatto che la Regina stessa è afflitta dalla malattia ed hanno l'ordine di tenere nascosta questa informazione per non disseminare il panico tra le file dei soldati e per evitare eventuali colpi di stato.

## Sistema battaglia
Il sistema di gioco  di Magna Carta non è immediato da comprendere e ci vuole un po' di pratica per abituarsi al movimento da far seguire al cursore. Inoltre nello svolgersi del gioco i diversi personaggi giocabili apprendono nuove tecniche e questo comporta un ulteriore avanzamento del sistema di battaglia.

### Modalità
Per cominciare è importante sapere che nel gioco si hanno diverse modalità.
Modalità esplorazioneMentre si esplorano le varie zone di Efferia si manovrano Calintz o Reith a seconda del punto preciso della storia in cui ci si trova. Intorno al personaggio compare una specie di aura, che è il campo visivo. Questo ha un'estensione variabile; più grande è e più diventa semplice individuare nemici e tesori. In modalità "Allerta" il personaggio usato ha la sua arma sguainata e questo comporta una maggiore lentezza nei movimenti. In questa modalità si riescono però ad individuare più facilmente i nemici, complice l'area molto vasta in cui ci si trova ad operare, e non si può essere sorpresi ma si può addirittura riuscire a sorprendere i nemici, conquistando il primo attacco della battaglia. Se invece si decide di muoversi in "Modalità veloce" il personaggio diventa più rapido nei movimenti, ma l'area visiva è molto più piccola rispetto alla precedente modalità e Calintz viene quindi esposto alla possibilità di subire attacchi a sorpresa. Inoltre i tesori sono visualizzati solo se il personaggio si trova nelle immediate vicinanze di uno di questi.
Modalità accampamentoquesta modalità è visibile durante le soste nelle locande o nei vari punti di salvataggio. Essa consiste principalmente in quattro punti fondamentali:
- Salvare: consente il salvataggio del gioco;
- Passare la notte: serve principalmente per ripristinare la forza vitale dei personaggi, ma in alcuni punti del gioco è necessario ricorrere a questa opzione per trascorrere la notte in tranquillità e proseguire l'avventura il giorno seguente;
- Parlare: è un'opzione molto utile che consente di ricevere informazioni dai tuoi alleati e di capire come si sentono o se hanno qualche problema. Inoltre i vari componenti del gruppo possono rivolgere delle domande al capitano. Queste influiscono sulla loro stima nei confronti di Calintz, ed a seconda dell'esito della risposta potranno esserci ripercussioni sul livello della leadership nella battaglia;
- Fare un dono: permette di regalare a qualcuno dei propri alleati un oggetto. Anche questo contribuisce a renderli soddisfatti o arrabbiati nei confronti del capitano e perciò anche con questa opzione si influisce sul livello della leadership.

Modalità leadershipil personaggio che ottiene questa modalità può scagliare l'attacco. Per capire la leadership è necessario conoscere due indicatori particolari: quello del Chi e quello, appunto, della Leadership. Il primo è visualizzato in alto a sinistra ed è l'energia di cui è impregnato l'ambiente circostante; è diviso in otto elementi, e per ogni tecnica utilizzata se ne consuma una parte. Alcuni luoghi non comprendono certi elementi del Chi è perciò importante avere una squadra ben assortita e pronta a fronteggiare ogni possibile situazione. Se il Chi non è disponibile in un determinato luogo si può comunque reintegrarlo, almeno in parte, tramite l'uso delle lanterne che permettono l'inserimento di talismani elementali per potenziare l'elemento scelto. È possibile, inoltre, riappropriarsi del Chi anche durante i combattimenti tramite l'utilizzo di appositi strumenti. Se la sfera del Chi è vuota sarà impossibile eseguire la tecnica che richiede quell'elemento. Il secondo indicatore, posizionato in alto a destra, è quello della Leadership. Esso si riempie con lo scorrere del tempo della battaglia e quando raggiunge i punti contrassegnati da piccole freccette consente al gruppo di muovere l'offensiva. Il tempo impiegato per raggiungere questi piccoli indicatori varia con la velocità dei personaggi e con il loro numero; più unità compongono uno dei due schieramenti e più velocemente può essere scagliato un attacco.
Modalità battagliaci sono principalmente tre metodi diversi per cominciare una battaglia:
- Modalità standard: in questa modalità è possibile attaccare seguendo il Cerchio della trinità. È la modalità più semplice e permette un buon controllo delle fasi di attacco. Qualche volta è possibile parare alcuni colpi avversari;
- Modalità combo: in questo caso è possibile compiere un attacco finale, ma poiché è una mossa molto potente il cerchio sarà più complicato e veloce. In questa modalità si subiscono più danni ed il personaggio non si può difendere;
- Modalità counter (contrattacco): in questa modalità non si può attaccare, è permesso solo attendere l'attacco nemico e respingerlo con un contrattacco. Il problema principale sta nel fatto che i tasti non sono visibili e si devono perciò ricordare a memoria le combinazioni.

### Cerchio della trinità
Il cerchio della trinità è il meccanismo di combattimento che compare sullo schermo per sferrare un attacco. È un indicatore circolare in cui sono presenti tre icone rappresentanti i tasti della console. Gli unici tasti che è possibile usare nelle combinazioni di attacco sono il cerchio (O) e la croce (X). La combinazione è composta in totale da tre tasti da premere con il tempismo giusto. Quanto si sferra un attacco si comincia con il tasto che si trova in posizione più alta, le altre due icone che seguono ruotano in senso antiorario. Lo scopo del giocatore sarà quello di avere i riflessi pronti per premere il tasto scelto nel momento in cui attraversa il punto più alto del cerchio. Sbagliando si perde la possibilità di sferrare l'attacco, mentre completando per intero la sequenza è possibile eseguire l'offensiva.

### Chi e Carta
Il Chi è la forza che governa la vita sul pianeta e scaturisce dalle essenze della natura. Viene infatti rappresentata negli elementi universali:
- Ghiaccio
- Acqua
- Fuoco
- Lampo
- Cielo
- Vento
- Terra
- Montagna

Questi elementi vengono dominati da un potere più grande chiamato Carta. L'insieme del Chi e della Carta forma l'arma nota come Magna Carta. La Magna Carta può controllare il flusso del Chi e della Carta contemporaneamente; perciò chiunque riesca a dominare questo immenso potere ha tra le mani l'arma più distruttiva che esista. Durante la guerra di Efferia entrambe le fazioni desiderano l'immensa forza della Magna Carta, ma nessuno è ancora riuscito a controllarla.

## Luoghi
Efferia si articola in diverse nazioni, ognuna con caratteristiche proprie. Le quattro nazioni dominanti di Garute, Amabat, Bayer e Maracatte sono sotto il dominio degli umani. L'unica parte fuori dal controllo umano è Yason Roven, il luogo dove sono insediati gli Yason.

### Garute
Garute è un territorio molto vasto articolato in diverse zone, ma essendo una terra arida e perciò poco indicata per il raccolto fu unificata in una grande nazione. In anni di guerre le persone si sono fortificate e hanno cominciato a diventare abili soldati e mercenari sempre pronti alla guerra e a difendere i loro compaesani. Vedendo come gli eventi avevano plasmato quel luogo, l'industria locale comincia a produrre armi e armamenti e Garute diviene la capitale delle forze armate e sede di molti dojo dove è possibile esercitarsi nell'arte della guerra.

### Maracatte
A differenza di Garute, Maracatte è una terra ospitale e ricca di risorse. Dominata dagli aristocratici, è il centro più prospero e ricco di vita dell'intera Efferia. Qui si possono trovare armamenti appariscenti ed esteticamente perfetti. Purtroppo come in molte grandi città l'avarizia dei nobili crea una forte scissione interna tra ricchi e poveri e accanto a vasti locali si trovano piccoli mercati artigianali. Inoltre quando si scatenano attacchi da parte degli Yason gli aristocratici sono gli unici che dispongono di rifugi o luoghi isolati per mettersi al sicuro, abbandonando i poveri al loro destino.

### Bayer
La nazione di Bayer è stata creata dai maghi per difendersi dalla discriminazione subita da parte dei soldati di Efferia, che hanno sempre considerato la magia come qualcosa di occulto e malvagio che non avrebbe mai portato nulla di buono all'interno del regno. I maghi decisero perciò di creare questo luogo sospeso in cielo da un potente incantesimo per essere al sicuro e finalmente vivere in pace. Ovviamente questo è il luogo di Efferia meno colpito dagli attacchi degli Yason e ciò non è visto di buon occhio dalle truppe di terra. Le persone che vivono a Bayer sono tutti maghi e la grande maggioranza di loro è nata con notevoli poteri magici. Il centro del loro regno è il Castello di Involk che mantiene sospesa l'intera nazione.

### Amabat
Questo è il luogo di Efferia che provvede al sostegno spirituale di tutte le altre nazioni. In questa terra si radunano i monaci e le sacerdotesse di tutto il continente per pregare ed assistere il leader spirituale, la Grande Sacerdotessa Ladrinne. Questa nazione viene considerata neutrale per tutta la durata della guerra, pur mostrandosi sempre disponibile ad eventuali supporti alle forze armate contro gli Yason.

### Yason-Roven
È la terra diventata ormai la base degli Yason, ed è un luogo tetro ed inospitale. La razza indigena degli Yaso divisa in sette grandi tribù ha dovuto arretrare fino a questo luogo deserto per salvaguardarsi dallo sviluppo senza precedenti degli umani. Il regno è governato dalla Regina Amila, considerata una vera benedizione per il popolo. Purtroppo le difese di questi fieri combattenti stanno dando segni di cedimento con lo sviluppo del Reuma, una terribile malattia che sta devastando la gloriosa stirpe nativa di Efferia.

### Ulteriori precisazioni
All'interno delle varie nazioni è possibile varcare le soglie di diverse città. Sparsi in questi insediamenti si trovano alcuni oggetti e figure, molto utili, che si ripetono in ogni città principale che le Lacrime di sangue visitano. Si ha perciò a che fare con:
Gli indoviniquesti misteriosi personaggi sono in grado di prevedere la fortuna o la sfortuna di ogni componente del gruppo. Questo sistema sarà in grado di determinare esiti migliori o peggiori durante la battaglia. Se si ottiene un livello di sfortuna molto alto è consigliabile annullarlo, operazione che può essere svolta sempre dall'indovino stesso. Inoltre è possibile combinare i talismani (acquistabili da vari commercianti) per crearne di più potenti. I nuovi talismani che si ottengono sono altrimenti introvabili;
I fabbriquesti artigiani sono in grado di forgiare per il gruppo nuove armi ed armature se li si procurano i materiali richiesti. Questi armamenti sono spesso reperibili solo dai fabbri in questione e non sono perciò acquistabili nei normali negozi. I materiali richiesti per creare un'arma sono descritti in un apposito menù, che si visualizza ogni volta che si parla con il fabbro. Per trovare questi oggetti basta procedere nell'avventura, spesso infatti questi materiali sono guadagnati dal gruppo come premio per aver abbattuto un nemico;
I Dojoallenandosi nei dojo si possono apprendere nuove tecniche. Ogni volta che se ne trova uno nel proseguire dell'avventura, è consigliabile fermarsi e cercare di apprendere lo stile del luogo. Ognuno di questi dojo ha al suo interno una schiera di insegnanti divisi per livelli: principiante, intermedio, avanzato ed esperto. Inoltre si deve affrontare una prova finale con il maestro per ottenere la pergamena che racchiude i segreti dello stile. Per accedere al livello successivo è necessario quindi partire dal principiante e sconfiggere tutti i vari insegnanti fino ad arrivare al maestro;
I recipienti diviniqueste sfere permettono di comunicare a distanza con alcuni personaggi del gioco. Principalmente le sfere saranno usate da Calintz per mettersi in comunicazione con Agreian o Lehas e ricevere nuovi ordini. Per usare una sfera basta avvicinarsi ad essa ed esaminarla. Sempre collegato si trova un uomo che sa consigliare alcune utili combinazioni per creare nuovi talismani. Con il proseguire del gioco queste sfere diventano fondamentali per passare da un team all'altro.

## Creatori
Molte persone hanno collaborato alla nascita del videogioco di Magna Carta. Principalmente il team è composto da esperti coreani. I più importanti sono:
- Sung-Woon Jang: il compositore della musica;
- Hyung-Tae Kim: il character designer;
- Kyung-Jin Lee: l'ideatore dei mostri;
- In-Jung Jang: l'ideatore degli scenari.

Vista la passione per il western del character designer, l'idea di fondo del gioco rispecchia molto la Colonizzazione Americana in cui gli umani di Efferia fanno la parte dei colonizzatori e gli Yason quella degli Indiani d'America. Un altro tema che ricorre in Magna Carta è quello della discriminazione per chi ha costumi e religione diversi dai nostri, tema riproposto nel videogioco in una cornice d'impatto. Il team di lavoro della Softmax è inoltre composto da australiani, giapponesi e altri rappresentanti di molti paesi: questo ha contribuito ad un clima multietnico ritrasmesso anche nel gioco.